# 거창군의 행정 구역
거창군의 행정 구역은 군청 소재지인 거창읍과 11개 면으로 이루어져 있다. 거창군의 면적은 804.07 km2로 경상남도의 7.65%를 차지하며, 인구는 2012년 8월 1일을 기준으로 27,111 세대, 63,122명이다.

## 행정 구역

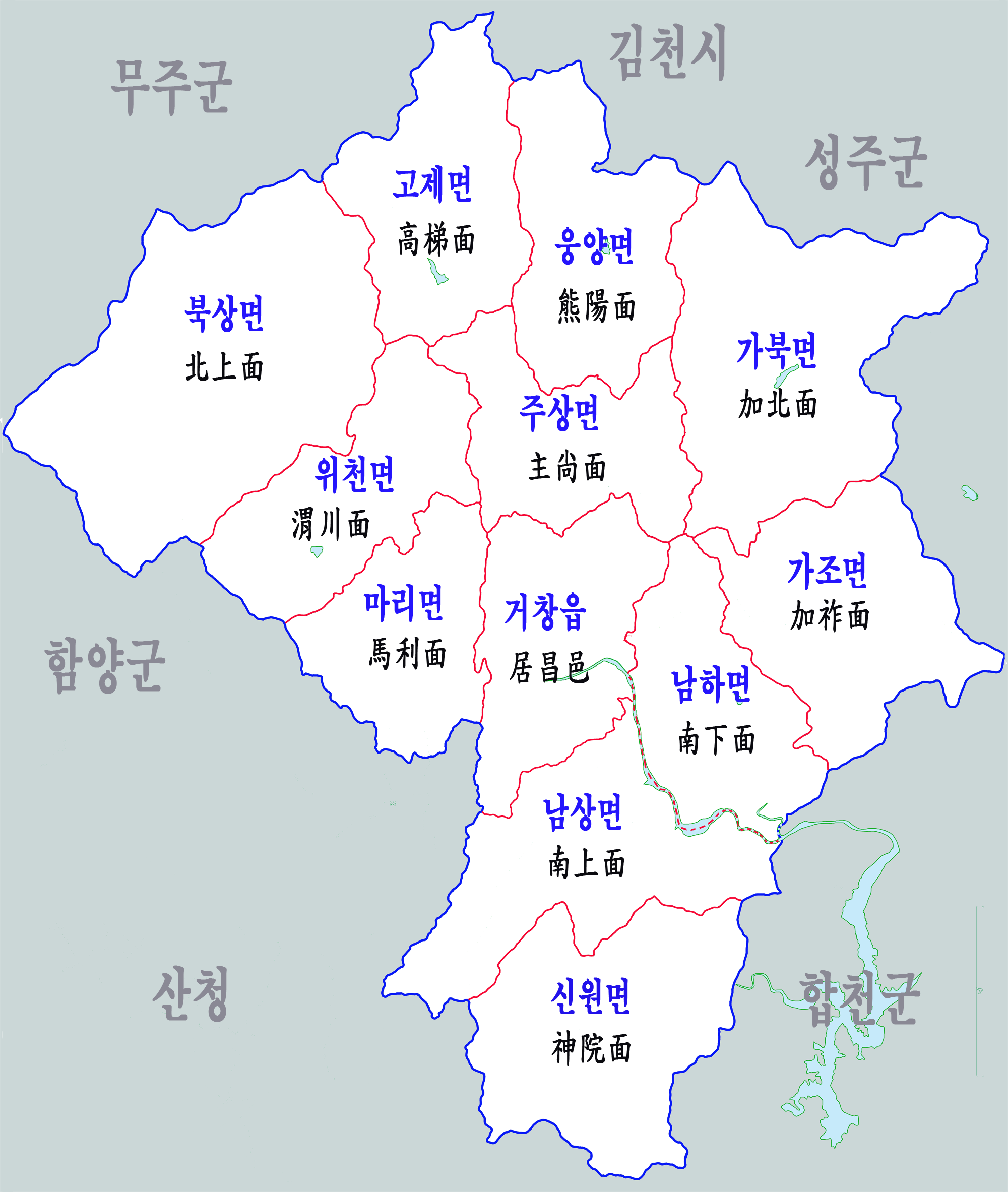

| 읍·면  | 한자   | 세대   | 인구   | 면적   |
| ------ | ------ | ------ | ------ | ------ |
| 거창읍 | 居昌邑 | 15,280 | 39,414 | 56.00  |
| 가북면 | 加北面 | 787    | 1,463  | 96.25  |
| 가조면 | 加祚面 | 2,030  | 4,291  | 66.15  |
| 고제면 | 高梯面 | 1,458  | 1,490  | 58.47  |
| 남상면 | 南上面 | 1,317  | 2,782  | 68.51  |
| 남하면 | 南下面 | 874    | 1,788  | 49.83  |
| 마리면 | 馬利面 | 1,150  | 2,262  | 46.62  |
| 북상면 | 北上面 | 819    | 1,607  | 125.30 |
| 신원면 | 神院面 | 923    | 1,824  | 73.71  |
| 웅양면 | 熊陽面 | 2,126  | 2,141  | 58.47  |
| 위천면 | 渭川面 | 1,112  | 2,394  | 54.75  |
| 주상면 | 主尙面 | 842    | 1,771  | 50.01  |
| 거창군 | 居昌郡 | 27,111 | 63,122 | 804.07 |

## 법정리
| 읍면   | 법정리 |
| ------ | --- |
| 거창읍 | 중앙리(中央里), 대평리(大坪里), 동변리(東邊里), 가지리(加旨里), 서변리(西邊里), 양평리(陽坪里), 송정리(松亭里), 학리(鶴里), 정장리(正莊里), 장팔리(章八里), 상림리(上林里), 김천리(金川里), 대동리(大東里) |
| 가북면 | 몽석리(夢石里), 박암리(朴岩里), 용산리(龍山里), 용암리(龍岩里), 중촌리(中村里), 해평리(海坪里), 우혜리(牛惠里)                                                                                             |
| 가조면 | 기리(基里), 장기리(場基里), 일부리(一釜里), 석강리(石岡里), 사병리(士屛里), 수월리(水月里), 마상리(馬上里), 도리(道里), 대초리(大楚里), 동례리(東禮里)                                                     |
| 고제면 | 봉산리(鳳山里), 궁항리(弓項里), 개명리(開明里), 봉계리(鳳溪里), 농산리(農山里) |
| 남상면 | 오계리(五溪里), 둔동리(屯洞里), 무촌리(茂村里), 춘전리(春田里), 임불리(壬佛里), 송변리(松邊里), 대산리(大山里), 월평리(月坪里), 전척리(剪尺里), 진목리(眞木里)                                             |
| 남하면 | 지산리(芝山里), 대야리(大也里), 둔마리(屯馬里), 양항리(梁項里), 무릉리(武陵里) |
| 마리면 | 하고리(下高里), 월계리(月溪里), 말흘리(末屹里), 영승리(迎勝里), 고학리(皐鶴里), 대동리(大東里), 율리(栗里)                                                                                                 |
| 북상면 | 창선리(昌善里), 소정리(蘇井里), 월성리(月星里), 농산리(農山里), 갈계리(葛溪里), 병곡리(竝谷里), 산수리(山水里)                                                                                             |
| 신원면 | 청수리(淸水里), 양지리(陽地里), 덕산리(德山里), 수원리(水院里), 과정리(苽亭里), 구사리(九士里), 대현리(大峴里), 와룡리(臥龍里), 중유리(中楡里)                                                             |
| 웅양면 | 한기리(汗基里), 군암리(君岩里), 산포리(山圃里), 노현리(老玄里), 동호리(東湖里), 신촌리(新村里), 죽림리(竹林里)                                                                                             |
| 위천면 | 강천리(薑川里), 상천리(上川里), 모동리(茅東里), 당산리(棠山里), 남산리(南山里), 장기리(場基里), 황산리(黃山里)                                                                                             |
| 주상면 | 거기리(渠基里), 도평리(道坪里), 내오리(內吾里), 남산리(南山里), 성기리(聖基里), 연교리(連橋里), 완대리(玩坮里)                                                                                             |

## 연혁
- 부족국가시대 거창지방을 거열이라고 부른 듯하며 동부는 가소, 서북부는 염례 또는 남내라고 부름
- 신라시대 초기 거열이라 칭함
- 757년 경덕왕 16년 거창군으로 칭하고 가소를 함음현으로 남내를 여선현으로 개명하여 거창군에 편입
- 940년 고려 태조 23년 여선현을 감음현으로 함음현을 가소현으로 개칭
- 1018년 현종 9년 합천을 합주로 승격시키고 거창ㆍ가소ㆍ감음ㆍ이안ㆍ삼기를 모두 합주 (현 합천군)에 속현으로 삼음
- 1414년 가소지방에 이주한 거제와 거창을 병합하여 제창현으로 칭함
- 1495년 연산군비 신씨(폐비 신씨)의 관향으로 거창군으로 승격
- 1506년 단경왕후 신씨의 폐위로 거창현으로 격하
- 1739년 단경왕후 신씨의 복위로 거창부로 승격
- 1895년 6월 23일(음력 윤5월 1일) 진주부 거창군[2]
- 1896년 경상남도 거창군[3]
- 1914년 4월 1일 안의군 일부(북상면, 고현면, 북하면, 동리면, 남리면), 삼가군 일부(신지면, 율원면)를 거창군에 편입하였다.[4]

14면 - 읍내면, 읍외면, 주상면, 웅양면, 남상면, 남하면, 가서면, 가동면, 가북면, 고제면, 마리면, 위천면, 북상면, 신원면
| 통폐합 전                 | 통폐합 후 (합천군) | 통폐합 후 (합천군)                                     |
| 구 행정구역               | 신 행정구역        | 신 행정구역                                            |
| ------------------------- | ------------------ | ------------------------------------------------------ |
| 거창군 동부면(東部面)     | 읍내면             | 동동, 하동                                             |
| 거창군 천내면(川內面)     | 읍내면             | 김천동, 상동, 송정동                                   |
| 거창군 천외면(川外面)     | 읍내면             | 장팔리, 정장리, 중동                                   |
| 거창군 모곡면(毛谷面)     | 읍외면             | 동변리, 서변리                                         |
| 거창군 음석면(陰石面)     | 읍외면             | 양평리, 학리                                           |
| 거창군 갈을지면(加乙旨面) | 읍외면             | 가지리                                                 |
| 거창군 웅양면(熊陽面)     | 웅양면             | 동호리, 노현리, 죽림리, 산포리                         |
| 거창군 적화면(赤火面)     | 웅양면             | 군암리, 신촌리, 한기리                                 |
| 거창군 주곡면(主谷面)     | 주상면             | 거기리, 남산리, 도평리, 성기리                         |
| 거창군 지상곡면(只尙谷面) | 주상면             | 내오리, 완대리, 연교리                                 |
| 거창군 가북면(加北面)     | 가북면             | 몽석리, 박암리, 용산리, 용암리, 우혜리, 중촌리, 해평리 |
| 거창군 가동면(加東面)     | 가동면             | 마상리, 사병리, 수월리                                 |
| 거창군 상가남면(上加南面) | 가동면             | 도리, 일부리                                           |
| 거창군 하가남면(下加南面) | 가서면             | 기리, 대초리, 석강리                                   |
| 거창군 가서면(加西面)     | 가서면             | 동례리, 장기리                                         |
| 거창군 고제면(高梯面)     | 고제면             | 개명리, 궁항리, 농산리, 봉계리, 봉산리                 |
| 거창군 고천면(古川面)     | 남상면             | 둔동리, 무촌리, 오계리                                 |
| 거창군 남흥면(南興面)     | 남상면             | 임불리, 전척리, 월평리                                 |
| 거창군 청림면(靑林面)     | 남상면             | 대산리, 송변리                                         |
| 거창군 무등곡면(無等谷面) | 남하면             | 대야리, 둔마리, 무릉리                                 |
| 거창군 고모현면(古毛峴面) | 남하면             | 양항리                                                 |
| 거창군 지차리면(只次里面) | 남하면             | 지산리                                                 |
| 안의군 북상면(北上面)     | 북상면             | 갈계리, 농산리, 병곡리, 산수리, 소정리, 월성리, 창선리 |
| 안의군 북하면(北下面)     | 위천면             | 당산리, 대정리, 모동리                                 |
| 안의군 고현면(古縣面)     | 위천면             | 강천리, 남산리, 상천리, 장기리                         |
| 안의군 동리면(東里面)     | 마리면             | 말흘리, 영승리, 율리, 월계리                           |
| 안의군 남리면(南里面)     | 마리면             | 고학리, 대동리, 하고리                                 |
| 삼가군 신지면(神旨面)     | 신원면             | 과정리, 대현리, 덕산리, 와룡리, 중유리, 청수리         |
| 삼가군 율원면(栗院面)     | 신원면             | 구사리, 수원리, 양지리                                 |
- 1928년 4월 1일 가동면과 가서면을 가조면으로 합면하였다.[5] (13면)
- 1937년 1월 15일 읍내면을 거창면으로, 읍외면을 월천면으로 개칭하였다.
- 1937년 7월 1일 거창면을 거창읍으로 승격하였다.[6] (1읍 12면)
- 1957년 10월 29일 월천면을 거창읍에 합면하였다.[7] (1읍 11면)
- 1973년 7월 1일 함양군 안의면 진목리, 춘전리가 남상면으로 편입하였다.
- 현재 : 거창읍, 주상, 웅양, 고제 , 북상, 위천, 마리, 남상, 남하, 신원, 가조, 가북면 등 1읍 11면의 행정구역으로 구성